# Barry Cornwall
Barry Cornwall, pseudonimo di Bryan Waller Procter (Leeds, 21 novembre 1787 – Londra, 5 ottobre 1874), è stato un poeta inglese.

## Biografia
Nato a Leeds, nello Yorkshire, studiò alla Harrow School, dove ha avuto per i contemporanei Lord Byron e Robert Peel. Dopo aver terminato gli studi, trovò impiego nell'ufficio di un avvocato a Calne nel Wiltshire, rimanendo lì fino al 1807 circa, quando tornò a Londra per studiare legge. Alla morte di suo padre, nel 1816, divenne proprietario di una piccola proprietà e subito dopo entrò in società con un avvocato; ma nel 1820 la società fu sciolta e iniziò a scrivere con lo pseudonimo di "Barry Cornwall".
Dopo il suo matrimonio nel 1824 con la signorina Skepper, figlia della signora Basil Montague, tornò alla sua professione di avvocato immobiliarista, iscritto all'ordine nel 1831. L'anno seguente fu nominato commissario metropolitano per i malati psichiatrici, incarico rinnovato annualmente fino alla sua elezione come uno dei Commissari in Lunacy costituiti dal Lunacy Act del 1845. Si dimise nel 1861.
La maggior parte dei suoi versi fu composta tra il 1815, quando iniziò a contribuire alla Gazzetta letteraria, e il 1823, o al più tardi nel 1832. Anche sua figlia, Adelaide Anne, fu poetessa.
Charles Lamb, critico forze non del tutto imparziale, elogiò al massimo i Dramatic Sketches del suo amico, affermando che se li avesse trovati come manoscritti anonimi nella Collezione Garrick non avrebbe avuto alcuna esitazione a includerli nei suoi Dramatic Specimens. Le canzoni di "Barry Cornwall" hanno catturato alcune note dai testi elisabettiano e cavalier e le hanno mescolate con altre dei principali poeti del suo tempo; e i suoi drammatici frammenti mostrano un'infusione simile del primo spirito vittoriano in forme e cadenze pre- restaurazione. I risultati sono vari e mancano di unità, ma abbondano di tocchi piacevoli, con qua e là il lampo di un'ispirazione più alta, sebbene casuale.
Quasi sconosciuto al di fuori della Gran Bretagna ai suoi tempi e considerato in gran parte come un imitatore di maggiori autori romantici, Barry Cornwall ispirò comunque Aleksandr Puškin ad alcune traduzioni e imitazioni nel 1830. Poche ore prima del suo ultimo duello nel 1837 Puškin inviò una raccolta di Cornwall ad una collega autrice, la signorina Išimova, suggerendole di tradurre alcune poesie da lui selezionate.
William Makepeace Thackeray dedicò La fiera delle vanità a BW Procter. Wilkie Collins ha dedicato La donna in bianco a BW Procter.

## Opere
Le sue principali opere poetiche furono: Dramatic Scenes and other Poems (1819), A Sicilian Story (1820), Marcian Colonna (1820), Mirandola (una tragedia rappresentata nel 1821 al Theatre Royal di Covent Garden con William Charles Macready, Charles Kemble e Miss Foote nelle parti principali), The Flood of Thessaly (1823) e English Songs (1832).
Fu anche autore di Effigies poetica (1824), Life of Edmund Kean (1835), Essays and Tales in Prose (1851), Charles Lamb; a Memoir (1866), e di memorie di Ben Jonson e William Shakespeare per le edizioni delle loro opere.
Un frammento postumo autobiografico con note dei suoi amici letterari, un'ampia rappresentanza da William Lisle Bowles a Robert Browning, fu pubblicato nel 1877, con alcune aggiunte di Coventry Patmore.

## Ascendenza
|                                |                           |                                 | Genitori                           |  |  | Nonni |  |  | Bisnonni |  |  | Trisnonni |  |
|                                |                           |                                 |                                    |  |  |       |  |  | …        |  |  | …         |  |
|                                |                           |                                 |                                    |  |  |       |  |  | …        |  |  | …         |  |
|                                |                           | …                               |                                    |  |  |       |  |  | …        |  |  |           |  |
| …                              |                           |                                 |                                    |  |  |       |  |  | …        |  |  |           |  |
|                                |                           | …                               | …                                  |  |  |       |  |  |          |  |  |           |  |
|                                |                           | …                               | …                                  |  |  |       |  |  |          |  |  |           |  |
|                                |                           | …                               | …                                  |  |  |       |  |  |          |  |  |           |  |
| Nicholas Procter               |                           | …                               |                                    |  |  |       |  |  |          |  |  |           |  |
|                                |                           | …                               | …                                  |  |  |       |  |  |          |  |  |           |  |
|                                |                           | …                               | …                                  |  |  |       |  |  |          |  |  |           |  |
|                                |                           | …                               | …                                  |  |  |       |  |  |          |  |  |           |  |
| …                              |                           | …                               |                                    |  |  |       |  |  |          |  |  |           |  |
|                                |                           | …                               | …                                  |  |  |       |  |  |          |  |  |           |  |
|                                |                           | …                               | …                                  |  |  |       |  |  |          |  |  |           |  |
|                                |                           | …                               | …                                  |  |  |       |  |  |          |  |  |           |  |
| Bryan Procter "Barry Cornwall" |                           | …                               |                                    |  |  |       |  |  |          |  |  |           |  |
|                                | Abraham Hume, I baronetto | Robert Home                     |                                    |  |  |       |  |  |          |  |  |           |  |
|                                | Abraham Hume, I baronetto | Robert Home                     |                                    |  |  |       |  |  |          |  |  |           |  |
|                                | Abraham Hume, I baronetto | …                               |                                    |  |  |       |  |  |          |  |  |           |  |
| Abraham Hume, II baronetto     | Abraham Hume, I baronetto |                                 |                                    |  |  |       |  |  |          |  |  |           |  |
|                                |                           | Hannah Frederick                | Thomas Frederick                   |  |  |       |  |  |          |  |  |           |  |
|                                |                           | Hannah Frederick                | Thomas Frederick                   |  |  |       |  |  |          |  |  |           |  |
|                                |                           | Hannah Frederick                | Mary Moncreif                      |  |  |       |  |  |          |  |  |           |  |
| Amelia Long                    |                           | Hannah Frederick                |                                    |  |  |       |  |  |          |  |  |           |  |
|                                |                           | John Egerton, vescovo di Durham | Henry Egerton, vescovo di Hereford |  |  |       |  |  |          |  |  |           |  |
|                                |                           | John Egerton, vescovo di Durham | Henry Egerton, vescovo di Hereford |  |  |       |  |  |          |  |  |           |  |
|                                |                           | John Egerton, vescovo di Durham | Elizabeth Adriana Bentinck         |  |  |       |  |  |          |  |  |           |  |
| Amelia Egerton                 |                           | John Egerton, vescovo di Durham |                                    |  |  |       |  |  |          |  |  |           |  |
|                                |                           | Anne Sophia Grey                | Henry Grey, I duca di Kent         |  |  |       |  |  |          |  |  |           |  |
|                                |                           | Anne Sophia Grey                | Henry Grey, I duca di Kent         |  |  |       |  |  |          |  |  |           |  |
|                                |                           | Anne Sophia Grey                | Sophia Bentinck                    |  |  |       |  |  |          |  |  |           |  |
|                                |                           | Anne Sophia Grey                |                                    |  |  |       |  |  |          |  |  |           |  |